# Örcün, Çukurova
Örcün là một xã thuộc huyện Çukurova, tỉnh Adana, Thổ Nhĩ Kỳ. Dân số thời điểm năm 2009 là 207 người.